# Чинуа Ачебе
Чинуа Ачебе (на английски: Chinua Achebe) е нигерийски писател, литературен критик и поет.
Той е сред най-популярните африкански писатели. Основна тема в книгите му е процесът на налагане на западните ценности в африканското общество. Известен е и с обвиненията си в расизъм срещу Джоузеф Конрад и Алберт Швайцер.

## Биография
Ачебе е роден през 1930 в Огиди в семейството на протестантантски свещеник. Той произлиза от етническата група ибо, но пише на английски език. Учи в Умуая (1944 – 1947) и Ибаданския университет (1948 – 1953). През 1958 издава първия си роман „Things Fall Apart“, който придобива голяма известност. След като Нигерия получава независимост, Ачебе известно време ръководи задграничните емисии на нигерийското радио. По време на Нигерийската гражданска война (1967 – 1970) Чинуа Ачебе е посланик на правителството на Биафра. След това преподава в Нигерийския университет (1970 – 1981).
След разгрома на Биафра Ачебе бяга със семейството си във Великобритания. По-късно се връща в Нигерия за две години, след това заминава за САЩ, където преподава в университетите на Масачузетс и Кънектикът, а през 1976 г. отново се връща в Нигерия, където става професор по английски език в Лагоския университет. Напуска университета през 1982 г., а през 1983 г. е избран за вицепредседател на лявата Партия за национално спасение.
През 1990 г. след автомобилна катастрофа Ачебе е парализиран от кръста надолу. След продължително лечение във Великобритания се преселва в САЩ, където живее до смъртта си. Той преподава 15 години в Бардовския университет, недалече от Ню Йорк. Ачебе е чуждестранен почетен член на Американската академия за изкуства и науки (2002). От 2009 г. преподава африканистика в университета „Браун“ в щата Род Айлънд.
Чинуа Ачебе умира на 22 март 2013 година в Бостън.

## Произведения
- „Things Fall Apart“ (1958)
- „No Longer at Ease“ (1960)
- „The Sacrificial Egg and Other Stories“ (1962)
- „Arrow of God“ (1964)
- „A Man of the People“ (1966)
- „Chike and the River“ (1966)
- „Beware, Soul-Brother, and Other Poems“ (1971; стихове)
- „Dead Men's Path“ (1972)
- „How the Leopard Got His Claws (1972; в съавторство с Джон Ироаганачи)
- „Marriage Is A Private Affair
- „Girls at War and Other Stories“ (1973)
„Момичета на война“ (сборник разкази), преводач Богомил Бенев, София, Профиздат, 1981.
- „Christmas at Biafra, and Other Poems“ (1973; стихове)
- „Morning Yet on Creation Day“ (1975; есета)
- „The Flute“ (1975)
- „The Drum“ (1978)
- „The Trouble With Nigeria“ (1984)
- „Anthills of the Savannah“ (1988)
- „Hopes and Impediments“ (1988; есета)
- „Another Africa“ (1998)
- „Home and Exile“ (2000)
- „Collected Poems“ (2004)